# Y học cổ truyền Việt Nam

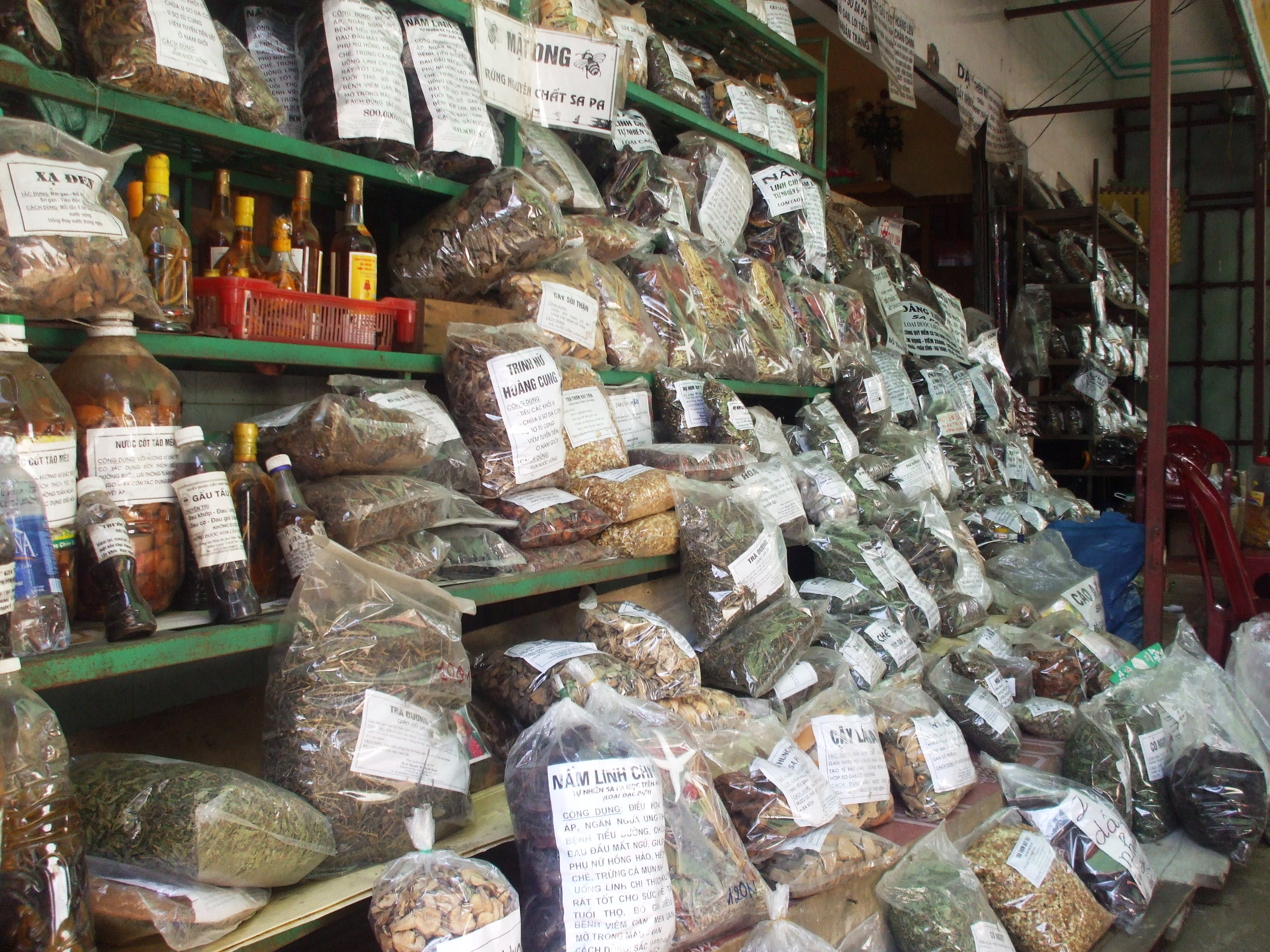
Một cửa hàng thuốc Nam tại Sa Pa (Lào Cai)

Y học Cổ truyền Việt Nam là một ngành y học nghiên cứu, ứng dụng các kiến thức, kinh nghiệm trong phòng ngừa, chẩn đoán, duy trì, cải thiện, điều trị và phục hồi bệnh thể chất và tinh thần dựa trên các hiểu biết từ y học dân gian, y học phương đông và y học hiện đại. Y học cổ truyền Việt Nam bị chi phối nhiều bởi Đông y với nguồn gốc xuất phát từ Trung Hoa. Các vị thầy thuốc nổi tiếng được xem là bậc tổ của nghề y Việt Nam là Lý Quốc Sư, Hải Thượng Lãn Ông (còn lưu truyền bộ Hải Thượng Y Tông Tâm Lĩnh) và Tuệ Tĩnh (tác giả của câu nói nổi tiếng "Nam dược trị Nam nhân" - thuốc Nam dùng chữa bệnh cho người Nam).

## Lịch sử
Y học cổ truyền Việt Nam phát triển cùng chiều dài lịch sử của dân tộc, chịu ảnh hưởng nhiều từ nền kinh tế nông nghiệp và nền văn hóa phương đông, hiện nay nhờ khoa học phát triển, Y học cổ truyền đã bước vào 1 giai đoạn mới. Có thể được chia ra các giai đoạn:
- Y học cổ truyền giai đoạn cổ đại
- Y học cổ truyền giai đoạn phong kiến và đô hộ phương bắc
- Y học cổ truyền giai đoạn cận đại, đương đại, hiện đại

## Các phương thức

### Thuốc và dược liệu
Sử dụng các dược liệu từ cây cỏ, động vật, khoáng vật bản địa quen thuộc, hay gọi là Thuốc Nam. Cách chế biến cũng chuộng cách dùng nguyên liệu ở dạng tươi hoặc sấy khô chứ không nấu ra thành cao hoặc bào chế cầu kỳ.
Những rau trái quen thuộc trong ngành ẩm thực như đậu xanh, rau sam, rau răm, kinh giới, cải cúc, rau muống đều được dùng như một vị thuốc. Cây cỏ hoang dại như vòi voi, cóc mẳn, mộc hương đều có mặt trong một số bài thuốc..  Một số loài hoa như thược dược, ngọc lan, nhài, hoa hồng, mào gà cũng được xem là vị thuốc để chữa bệnh. Đó là chưa kể những loài thảo mộc không ăn được như chùm kết, cà độc dược, lá tre, v.v. Họa hoằn mới thấy có bài thuốc dùng động vật như con nhộng, con nhện, trứng gà, tiết vịt.
Ngoài những toa thuốc uống vào trong người, có loại dùng xoa đắp, bôi ngoài da hoặc xông hơi. Cách đo lường lượng thuốc so với thuốc Bắc cũng tương đối di dịch chứ không chính xác mấy. Thay vì cân đong thành từng chỉ, từng lạng thì đơn thuốc dùng muỗng, dùng chén.

### Can thiệp
Y học cổ truyền có các phương pháp can thiệp cục bộ và toàn thân khá đa dạng dựa trên các kinh nghiệm điều trị lâu đời như:
- Hào châm, trường châm, ôn châm, điện châm, từ châm...
- Cứu: điếu ngải cứu, cách gừng
- Chườm ngải, chườm nóng, chườm muối, chườm túi thuốc, chườm đá nóng, đá lạnh...
- Xoa bóp (ngày nay thông dụng còn phổ biến hình thức mát xa, vật lý trị liệu)
- Bấm huyệt
- Bó thuốc, bó nắn thạch cao
- Kéo nắn cột sống, kéo dãn cột sống, kéo nắn xương, nắn khớp
- Ngâm thuốc
- Xông thuốc
- Thủy châm
- Xẩm
- Cấy chỉ
- Chích xơ trĩ
- Chích lễ, rạch da...
- Tập dưỡng sinh
- Ăn uống trị liệu (thực dưỡng trị liệu)
- Tâm lý trị liệu
- Ngoại khoa Y học cổ truyền: đã được nhắc tới trong các tác phẩm, giai thoại của các vị thầy thuốc y học cổ truyền cổ đại như phép cạo xương, lấy độc, mổ xẻ nhưng ngành này khá kém phát triển trong một thời gian khá dài, bị lu mờ bởi nội khoa y học cổ truyền.

## Ứng dụng
Thường trị những căn bệnh phổ thông như đau lưng, cột sống, tê, đau, mỏi tay chân, ho, sốt, hóc xương cá, mệt mỏi, trúng độc, đầy bụng, bỏng da, trĩ. Bệnh yết hầu và đậu mùa vì là những chứng bệnh phổ biến nên cũng có nhiều bài thuốc để chữa trị trong sách cổ. Nói chung bài thuốc về thuốc Nam so với thuốc Bắc sách vở không ghi chép lại nhiều vì phương thức có tính cách dân dã. Tuy nhiên thuốc Nam cũng có một truyền thống lâu đời như được ghi lại trong bộ Nam dược thần hiệu 11 cuốn của danh y Tuệ Tĩnh (thế kỷ 14), Nam dược chỉ danh truyền, Tiểu nhi khoa diễn Quốc âm v.v.
Làng Đại Yên thuộc Hà Nội cho đến cuối thế kỷ 20 còn là nơi chuyên trồng cây thuốc và họp chợ bán thuốc Nam.
Trong dân gian người chữa bệnh tục gọi là thầy lang hay ông lang thường là người tự học hay tìm được thày giỏi mà biết được nhiều bài thuốc hay chứ không có trường dạy riêng nghề thuốc.
Trong hệ thống y tế do các bác sĩ chuyên ngành y học cổ truyền phụ trách.
Ngoài việc ứng dụng trong ngành y tế cho con người, thuốc Nam ngày nay còn được dùng trong ngành thú y như bệnh lở mồm long móng của loài mục súc hoặc nhiễm vi khuẩn E. coli của heo.

## Y học cổ truyền hiện đại
Việc kết hợp giữa Y học cổ truyền và y khoa do bác sĩ y học cổ truyền đảm nhận, còn gọi là Đông Tây y kết hợp. Các bác sĩ chuyên ngành y học cổ truyền sử dụng các kiến thức, phương tiện y khoa hiện đại và hệ thống khám, lý luận của y học phương đông, dân gian để thực hiện chẩn đoán, quyết định phương thức điều trị thích hợp. Các loại thuốc dược liệu, bài thuốc được các dược sĩ, công ty dược nghiên cứu, tạo ra nhiều chế phẩm dạng thuốc dễ sử dụng và bảo quản. Thuốc nổi tiếng trong ngành này có thể kể đến là Berberin, các loại thuốc an thần, gây ngủ, hoạt huyết dưỡng não, xương khớp, tiêu hóa được sử dụng khá hiệu quả, không gây tác dụng phụ.